# Operazione Sostegno Risoluto
Operazione Sostegno Risoluto (in inglese: Resolute Support Mission) è il nome dell'operazione militare guidata dalla NATO in Afghanistan cominciata il 1º gennaio 2015 dopo la fine della precedente missione International Security Assistance Force (ISAF). A seguito dell'accordo di Doha del 2020, nell'aprile 2021 fu annunciato che il 1º maggio 2021 sarebbe iniziato il ritiro dall'Afghanistan delle truppe statunitensi e della NATO, e l'operazione Sostegno Risoluto ebbe fine formalmente il 12 luglio 2021, quando venne ammainata la bandiera della missione con la chiusura e l'evacuazione della base aerea statunitense di Bagram.

## Storia
Nel giugno 2014 fu approvato il piano della missione Sostegno Risoluto dai ministri degli esteri dei Paesi membri della NATO. Il piano venne approvato con il successivo Status of Forces Agreement (SOFA), firmato il 30 settembre 2014 dal presidente della Repubblica dell'Afghanistan Ashraf Ghani e dall'alto rappresentante civile della NATO (NATO Senior Civilian Representative) in Afghanistan Maurits Jochems. Il SOFA, ratificato dal parlamento nazionale afghano il 27 dicembre 2014, fu adottato all'unanimità dal Consiglio di sicurezza delle Nazioni Unite con la risoluzione 2189 che autorizzò l'avvio di una nuova missione in Afghanistan. Il 28 dicembre 2014 ebbe fine la missione ISAF e il 1º gennaio 2015 iniziò la missione Resolute Support.
Nel dicembre 2015, i ministri degli Esteri dei Paesi NATO e degli altri Paesi che avevano aderito alla missione concordarono di mantenere il supporto alla missione stessa anche nel 2016. Nel maggio del 2016 i ministri annunciarono il proseguimento della missione anche dopo il 2016, decisione che venne confermata nel summit dei Paesi NATO tenutosi a Varsavia nel luglio successivo. Nel novembre 2017, i ministri della Difesa dei suddetti Paesi stabilirono che il numero totale delle truppe impiegate nella missione sarebbe passato dalle circa 13 000 unità a circa 16 000.
L'accordo di Doha del 29 febbraio 2020 concluso tra i talebani e gli Stati Uniti d'America durante la presidenza di Donald Trump fu un accordo di pace per porre fine al conflitto armato in Afghanistan in corso dal 2001 e dispose il ritiro delle forze armate statunitensi dal Paese entro 14 mesi. Nell'aprile 2021, i ministri del Consiglio Atlantico della NATO emisero un comunicato nel quale annunciarono che il ritiro dall'Afghanistan delle forze NATO della missione Sostegno Risoluto avrebbe avuto inizio il 1º maggio 2021 e si sarebbe concluso nel giro di alcuni mesi in modo ordinato e coordinato. Nel documento si leggeva che la NATO avrebbe continuato il suo impegno anche dopo il ritiro per promuovere la pace, la sicurezza e per difendere i progressi registrati negli ultimi 20 anni nel Paese. Sempre in aprile il presidente statunitense Joe Biden ordinò che il ritiro delle truppe USA fosse completato entro l'11 settembre 2021.
In maggio ebbe inizio l'offensiva scatenata dai talebani per riprendere il controllo del Paese, che fu rivolta contro le forze regolari afghane e non fermò il ritiro delle forze NATO. L'8 luglio, con l'avanzata telebana che si faceva sempre più allarmante, Biden annunciò che il ritiro delle truppe statunitensi si sarebbe concluso entro il 31 agosto 2021, anziché l'11 settembre. Il 12 luglio fu completata l'evacuazione della base aerea di Bagram, la maggiore base aerea statunitense in Afghanistan, dove il comandante dell'Operazione Sostegno Risoluto, il generale statunitense Austin S. Miller, fece ammainare la bandiera della missione, ponendo formalemnte fine alla missione stessa. Quello stesso giorno Miller diede le dimissioni da comandante delle forze statunitensi e della NATO e il suo posto alla guida delle forze USA fu preso dal generale Frank McKenzie, con l'incarico di presiedere al ritiro degli ultimi connazionali ancora presenti in Afghanistan.
L'esercito regolare afghano, privo del supporto militare diretto della NATO, non seppe fronteggiare l'offensiva e si arrese ai talebani, che il 15 agosto 2021 entrarono trionfalmente a Kabul, poco dopo che il governo e il presidente della repubblica Ashraf Ghani si erano dati alla fuga. Ebbe così inizio l'ultima fase dell'evacuazione delle truppe e dei cittadini dei paesi della NATO, del personale di molte ambasciate e consolati e di molti degli afghani che volevano abbandonare il Paese, in particolare quelli che avevano collaborato con i progetti della NATO. A questo scopo fu organizzato da molti paesi un ponte aereo e quei giorni all'aeroporto della capitale afghana furono particolarmente drammatici.
L'ultimo aereo dell'evacuazione lasciò Kabul il 30 agosto e le milizie talebane, che si erano assicurate il controllo e la continuazione dei servizi di banche, ospedali e dell'apparato statale, fecero chiudere temporaneamente l'aeroporto. Erano state oltre 123 000 le persone evacuate dopo la caduta di Kabul, ma decine di migliaia di afghani che temevano le rappresaglie dei talebani non erano riusciti a lasciare il Paese e molti di essi si ammassarono ai valichi di frontiera in attesa di essere ammessi nei Paesi vicini. I talebani dichiararono un'amnistia per i cittadini che avevano lavorato con gli stranieri nei 20 anni di guerra, ma analoghe promesse erano state disattese quando 25 anni prima avevano preso il potere per la prima volta e una larga parte della popolazione non si fidava. Fu stimato che fino a mezzo milione di afghani avrebbero cercato di fuggire. Erano rimasti in Afghanistan anche statunitensi e loro alleati dopo la fine dell'evacuazione.
Molti degli afghani determinati a opporsi al volere dei talebani formarono la resistenza anti-talebana e si arroccarono nella seclusa Valle del Panjshir, già roccaforte dei ribelli contro il governo talebano tra il 1996 e il 2001. Tra quanti confluirono nella valle vi furono diversi militari dell'esercito regolare afghano, che arrivarono con le proprie armi, e il vice del deposto presidente Ghani Amrullah Saleh, che in quei giorni si autoproclamò presidente ad interim del Paese. I talebani fecero sapere di aver circondato con le proprie truppe la provincia in cui si erano asserragliati i ribelli e i primi scontri si ebbero il 3 settembre.

## Obiettivo
La missione Resolute Support arrivò a impiegare nel 2017 poco più di 16 000 militari provenienti da 41 Paesi alleati e partner della NATO; si differenziò sensibilmente dalla precedente missione ISAF, che era arrivata a impiegare più di 130 000 soldati di 51 Paesi.
Lo scopo della missione era quello di contribuire all'addestramento, assistenza e consulenza in favore delle istituzioni e delle forze di sicurezza afgane, al fine di creare le condizioni per la formazione di uno stato di diritto, di istituzioni credibili e trasparenti e, soprattutto, di forze di sicurezza autonome e ben equipaggiate, in grado di assumersi autonomamente il compito di garantire la sicurezza del paese e dei propri cittadini.
A differenza della missione ISAF, i militari di Resolute Support non erano coinvolti in azioni di combattimento, benché nel novembre 2014, secondo quanto riportato dal New York Times, il Presidente degli Stati Uniti d'America Barack Obama avrebbe autorizzato le truppe americane a partecipare attivamente nei combattimenti in caso di minaccia diretta da parte dei talebani. Il quartiere generale della missione era situato al Camp RS di Kabul e i comandanti dell'operazione furono i seguenti generali statunitensi, dai quali dipendevano i quattro comandi di Mazar-e-Sharif (nord), Herat (ovest), Kandahar (sud) e Laghman (est):
1. John F. Campbell, dal 28 dicembre 2014 al 2 marzo 2016[24].
2. John W. Nicholson Jr., dal 2 marzo 2016 al 2 settembre 2018[25].
3. Austin S. Miller, dal 2 settembre 2018 al 12 luglio 2021[14].

Il 12 luglio 2021 il comando delle forze statunitensi passò al generale Kenneth F. McKenzie Jr., con l'incarico di portare a termine l'evacuazione di militari e personale statunitensi e afghani legati alla missione statunitense.
L'Italia garantì alla NATO e alla Repubblica dell'Afghanistan il proprio supporto e partecipò con un contingente militare dislocato a Herat presso il Train Advise Assist Command West (TAAC-W), nell'ovest del paese. Inoltre personale di stanza a Kabul ricoprì prevalentemente incarichi di staff presso il quartier generale di Resolute Support (RS HQ) e nell'alveo dei comandi di vertice della missione RS, garantendo la funzionalità del comando e controllo in ambito multinazionale e il supporto a ministeri, comandi e scuole di addestramento afghani ubicati nella capitale. 
La componente principale delle forze nazionali era costituita da personale dell'Esercito Italiano proveniente dalla Brigata Aeromobile "Friuli", con un significativo contributo di personale e mezzi della Marina Militare, Aeronautica Militare, Guardia di Finanza  e Arma dei Carabinieri. Tra i comandanti della missione italiana (Senior National Representative, IT-SNR) vi furono i generali dell'Esercito Italiano Salvatore Camporeale e Nicola Zanelli che rivestirono anche l'incarico di vice-comandante (Deputy Commander) della missione Sostegno Risoluto.

## Paesi contributori
A dicembre 2018 risultavano 16 910 i militari presenti in Afghanistan, provenienti da 41 Paesi contributori. Gli Stati Uniti d'America avevano il maggior numero di militari (8 475), seguiti da Germania (1 300), Regno Unito (1 100), Italia (895), Georgia (870) e Romania (693).

### Italia

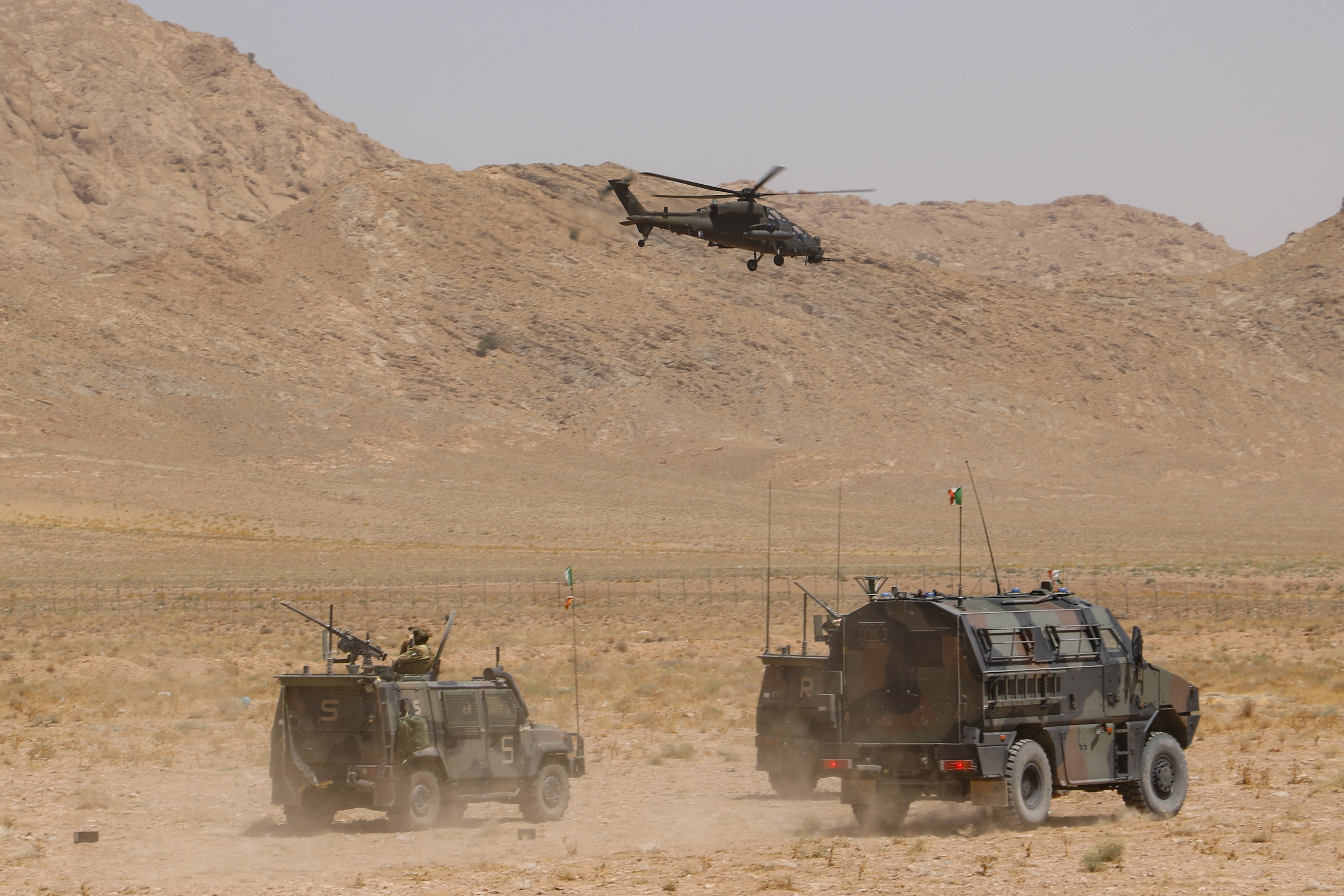
Reparti del contingente italiano nell'area di Herat nel 2019

L'area di responsabilità italiana in cui operava il TAAC-W era un'ampia regione dell'Afghanistan occidentale (grande quanto il Nord Italia) che comprendeva le quattro province di Herat, Badghis, Ghor e Farah. Nel 2015 l'Italia assunse il comando della provincia di Herat. La missione italiana di Sostegno Risoluto ebbe formalmente fine l'8 giugno 2021 con l'ammainabandiera a Campo Arena, la base italiana a Herat. Le rimanenti forze italiane presenti furono quindi impiegate per l'evacuazione dall'Afghanistan degli italiani e degli afghani che avevano collaborato con la missione italiana, evacuazione che ebbe fine il 27 agosto successivo.

#### TAAC-W
Il Train Advise Assist Command West, dislocato nella regione ovest del paese, aveva la consistenza di 800 militari, 145 mezzi terrestri e 8 mezzi aerei, suddivisi tra personale con sede a Kabul e contingente militare italiano dislocato a Herat..
Era suddiviso in:
- Task Force Arena, che rappresentava la forza di manovra e il Comando logistico di teatro, con sede a Herat
- Forward Support Base (FSB), la componente nazionale interforze, che si occupava degli aspetti gestionali e logistici
- Joint Air Task Force (JATF), unità che gestiva l'APOD di Herat nonché tutti gli assetti dell'Aeronautica Militare ivi dislocati.
- Police Advisor Team (PAT), costituito da Carabinieri provenienti dal 7º Reggimento, per l'addestramento e l'assistenza alla polizia locale
- Task Group Fenice, unità dell'Aviazione dell'Esercito che gestiva gli assetti schierati in teatro.